# Suw
Suw – ruch posuwisto-zwrotny, jaki wykonują tłoki w spalinowych silnikach tłokowych posuwisto-zwrotnych, liczony od jednego skrajnego położenia tłoka do drugiego skrajnego położenia tłoka. Liczba suwów w nazwie rodzaju silnika (np. silnik dwu-, cztero-, pięciosuwowy) podpowiada z ilu suwów tłoka składa się pełny cykl (albo ile wszystkich suwów tłoka przypada na jeden suw w którym wykonywana jest praca).
Odległość, jaką w trakcie jednego suwu pokonuje tłok, jest stała i równa dwukrotnej długości wykorbienia w wale korbowym.
Pojęcie suwu jest pomocne w opisywaniu położenia i ruchu tłoka przy pełnym obrocie wału oraz stanu cylindra (np. w silniku czterosuwowym, mimo że podczas suwu ssania i suwu pracy tłok porusza się w tę samą stronę, są to dwa różne stany cylindra).